# Марс Одіссей
«Марс Одіссей» (англ. Mars Odyssey) — діючий орбітальний апарат NASA, який досліджує Марс. Головна задача, що стоїть перед апаратом, полягає у вивченні геологічної будови планети і пошуку мінералів.

## Політ і результати
КА був запущений 7 квітня 2001 року ракетою-носієм «Дельта-2». 24 жовтня 2021 року, «Марс Одіссей» прибув на навколомарсіанську орбіту. КА вдалося отримати дані, що свідчать про великі запаси води на Марсі. Мабуть, в деяких областях на глибині 45 см залягає порода, що складається із замерзлої води на 70 % за обсягом. Вивчення марсіанського водяного льоду продовжив КА «Фенікс», який сів на поверхню планети 25 травня 2008 року. «Марс Одіссей» використовувався як ретранслятор для передачі інформації з марсоходу «Спіріт» та використовується досі для забезпечення зв'язку з марсоходом «Оппортьюніті». У липні 2012 року орбіта КА «Марс Одіссей» була скорегована для передачі інформації від нового марсохода «К'юріосіті».
У червні 2012 року інженери NASA повідомили про проблеми з одним із трьох гіроскопів, за допомогою яких КА «Марс Одіссей» регулює і підтримує свою орієнтацію. КА «Марс Одіссей» перевели в безпечний режим для діагностики та визначення подальших дій.
У листопаді 2012 року КА «Марс Одіссей» було переключено на запасний комплект обладнання і він відновив свою роботу. 11 листопада 2012 року, «Марс Одіссей» успішно передав дані від марсохода «Оппортьюніті» за допомогою «запасного» комплекту комунікаційних навігаційних систем, що працюють із таким же «запасним» бортовим комп'ютером зонда.
Основні навігаційні системи, у тому числі й гіроскоп, що викликав проблеми, за оцінками фахівців NASA, зможуть пропрацювати ще приблизно кілька місяців, однак інженерна команда вирішила «переключитися» завчасно, зберігши таким чином обидва комплекти працездатними хоча б на деякий обмежений час. Як відзначило NASA, це було зроблено на випадок екстрених обставин і необхідності тимчасово відключити резервну систему.
28 листопада 2023 року, згідно з повідомленням NASA, КА «Марс Одіссей» уперше в історії зафіксував панорамні види Марса, які демонструють вигнутий горизонт і шари атмосфери, а також вершину вулкану Арсія Монс, що підіймається над хмарами з водяного льоду. Апарат, який перебуває на орбіті Марса понад 22 роки, зробив серію знімків ще у травні 2023 року, коли перебував на висоті 400 кілометрів від поверхні Марса. Науковці поєднали десять знімків, щоб створити панорамне зображення горизонту Марса і його супутника Фобоса.

## Конструкція
Стартова маса КА «Марс Одіссей» — 725,0 кг, суха маса — 331,8 кг, з яких 44,5 кг доводиться на наукову апаратуру. За конструкцією КА схожий на запущену двома роками раніше станцію Mars Climate Orbiter, але на 100 кг важче. У стартовому положенні КА має розміри 2,2 × 2,6 × 1,7 м, довжина розгорнутої сонячної батареї — 5,8 м. Як і MCO, він складається з двох основних відсіків  — рухової установки і приладового відсіку у складі платформи службового обладнання та платформи наукової апаратури. Відмінною рисою MO-2001 є 6-метрова штанга, на якій розміщені датчики гамма-спектрометра GRS. До складу рухової установки входять основний двигун тягою 640 ньютонів (65,3 кгс, гідразин і азотний тетраоксид), двигуни орієнтації і двигуни малої тяги. До складу підсистеми електроживлення входить трисекційна сонячна батарея площею 7 м² з фотоелектричними перетворювачами на арсеніді галію, блок розподілу живлення, акумуляторна батарея ємністю 16 А·год. Підсистема управління та обробки даних має у своєму складі дубльований радіаційно-стійкий керуючий процесор RAD6000 зі 128 Мбайт оперативної пам'яті і постійним запам'ятовувальним пристроєм ємністю 3 Мбайт. Для зберігання даних з відеосистеми служить окрема незадубльована карта пам'яті ємністю 1 Гбайт. У підсистему зв'язку входять засоби зв'язку з Землею в діапазоні X і апаратура прийому сигналів з посадкових апаратів в діапазоні UHF. Апарат має антени малого, середнього та високого підсилення (LGA, MGA і HGA відповідно).

## Наукова апаратура
На КА «Марс Одіссей» встановлено наступні наукові прилади:
- Гамма-променевий спектрометр GRS. Це набір із трьох інструментів — власне гамма-спектрометра GRS, детектора нейтронів високих енергій HEND і нейтронного спектрометра NS.
  - Детектор HEND був виготовлений в Лабораторії космічної гамма-спектроскопії ІКД РАН і використовується для виявлення підповерхових запасів водяного льоду і елементного аналізу складу поверхні по вимірюванню потоків епітеплових, резонансних і швидких нейтронів. Основними реєструючими пристроями приладу є три пропорційних лічильники з ³He і сцинтиляційний блок. Пропорційні лічильники детектують нейтрони з енергіями 0,4—1,0 електронвольт, 1,0 еВ — 1,0 кеВ і 1,0 кеВ — 1,0 МеВ.
- Апаратура MARIE (Mars Radiation Environment Experiment) призначена для вивчення радіаційної обстановки на трасі перельоту і на орбіті супутника Марса з подальшим аналізом можливих доз опромінення і його наслідків для людини. Інструмент являє собою спектрометр енергійних частинок в діапазоні 15 500 МеВ на нуклон з полем зору 56° і двома кремнієвими детекторами розміром 25,4 × 25,4 мм.
- Прилад THEMIS (Thermal Emission Imaging System) призначений для багатоспектральної зйомки поверхні Марса у видимій і інфрачервоній частині спектра. Прилад створений на базі камери MARCI від MCO, має поле зору 4,6 × 3,5° і 2,9 × 2,9° і роздільна здатність  — 100 і 20 м в інфрачервоному і видимому діапазоні відповідно. За допомогою цієї камери була отримана точна карта Марса (просторова роздільна здатність карти становить 100 метрів для всієї території червоної планети). Для її складання вчені використовували 21 тисячу фотографій, зроблених штучним супутником за вісім років[6].